# Kia Sephia
La Kia Sephia est une automobile compacte produite par le constructeur automobile sud-coréen Kia entre 1992 et 2003 sous 2 générations (1992-1998) et (1998-2003). Sa remplaçante est la Cerato.

## 1992-1998 Kia Sephia I
La première génération de la Kia Sephia était directement basée sur la sixième génération de la Mazda Familia. Les moteurs disponibles étaient les moteurs de la série B, avec le 1.5L évalué à 59 kilowatts (79 ch), le 1.6L 78 kilowatts (105 ch), et le célèbre Mazda 1.8L BP 91 kilowatts (122 ch) à partir de 1994. La voiture a été présentée en septembre 1992 pour remplacer la vieillissante Capital, qui perdait rapidement des parts de marché. La Sephia prouvait beaucoup de succès, en vendant plus de 100 000 dans sa première année complète dans le marché intérieur (1993).
Aux États-Unis, les ventes ont commencé en 1993 pour l'année modèle 1994. C'était la première Kia à exporter vers les États-Unis. Une mise à jour est venue de l'année modèle 1995, lorsque les grilles et les feux arrière ont été remodelés et tous les marchés américains où la Sephia est vendue sauf le marché RS de Californie et les modèles LS avaient été surclassés dans le nouveau moteur de 1,8 litre à DACT et à quatre cylindres BP utilisé dans la Mazda Familia (BG). Kia a autorisé la conception du moteur de Mazda, mais fabriqué lui-même.
Il a été lancé en Europe au printemps 1994 que la Kia Sephia dans certains marchés et dans d'autres, y compris le Royaume-Uni, la Kia Mentor.
Kia a présenté une version cabriolet conceptuelle de la première génération de Sephia, qui a été nommé "Kia Sephia Cabrio" à certains salons de l'auto.

### Kia Sephia

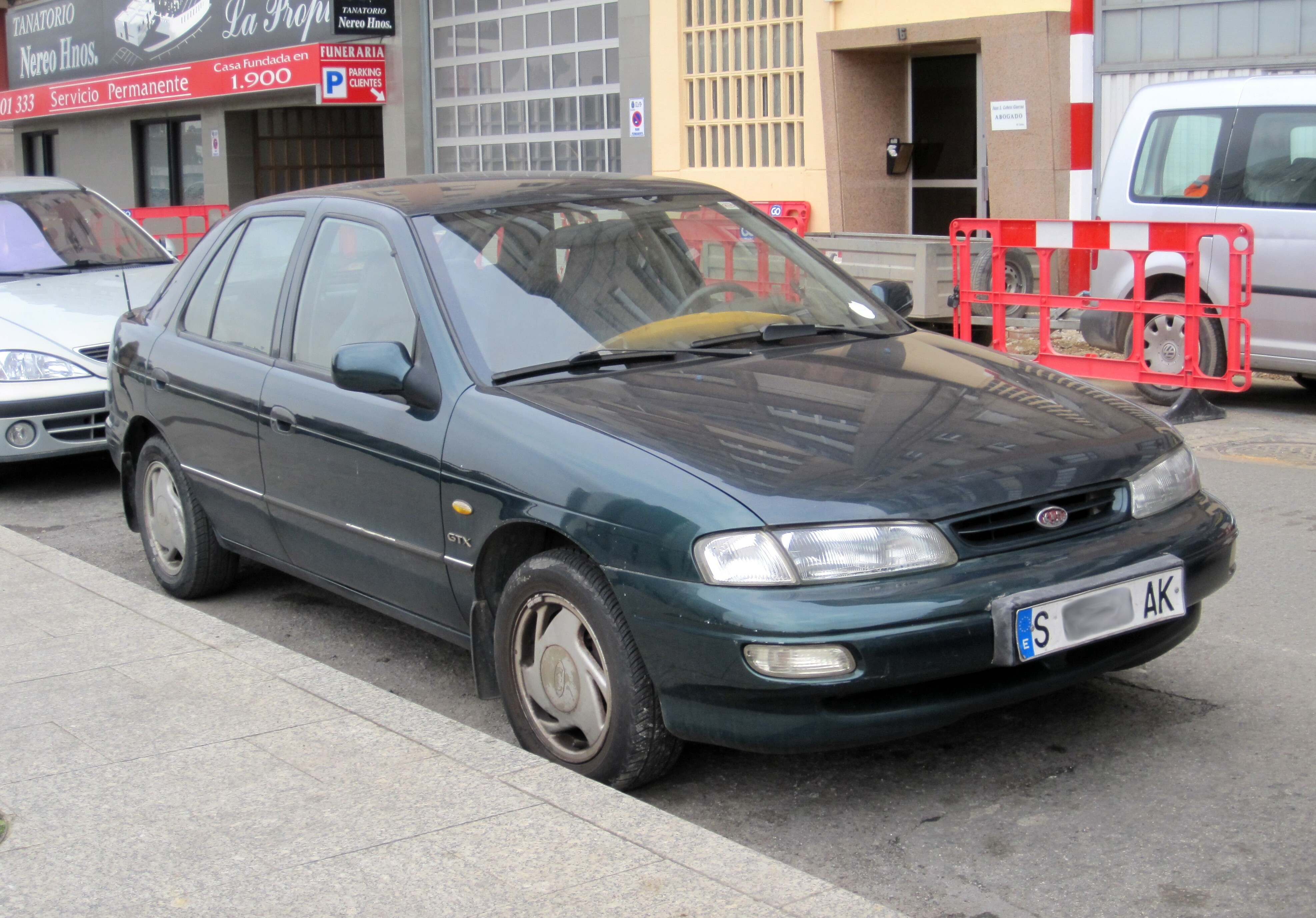
Kia Sephia I Phase II
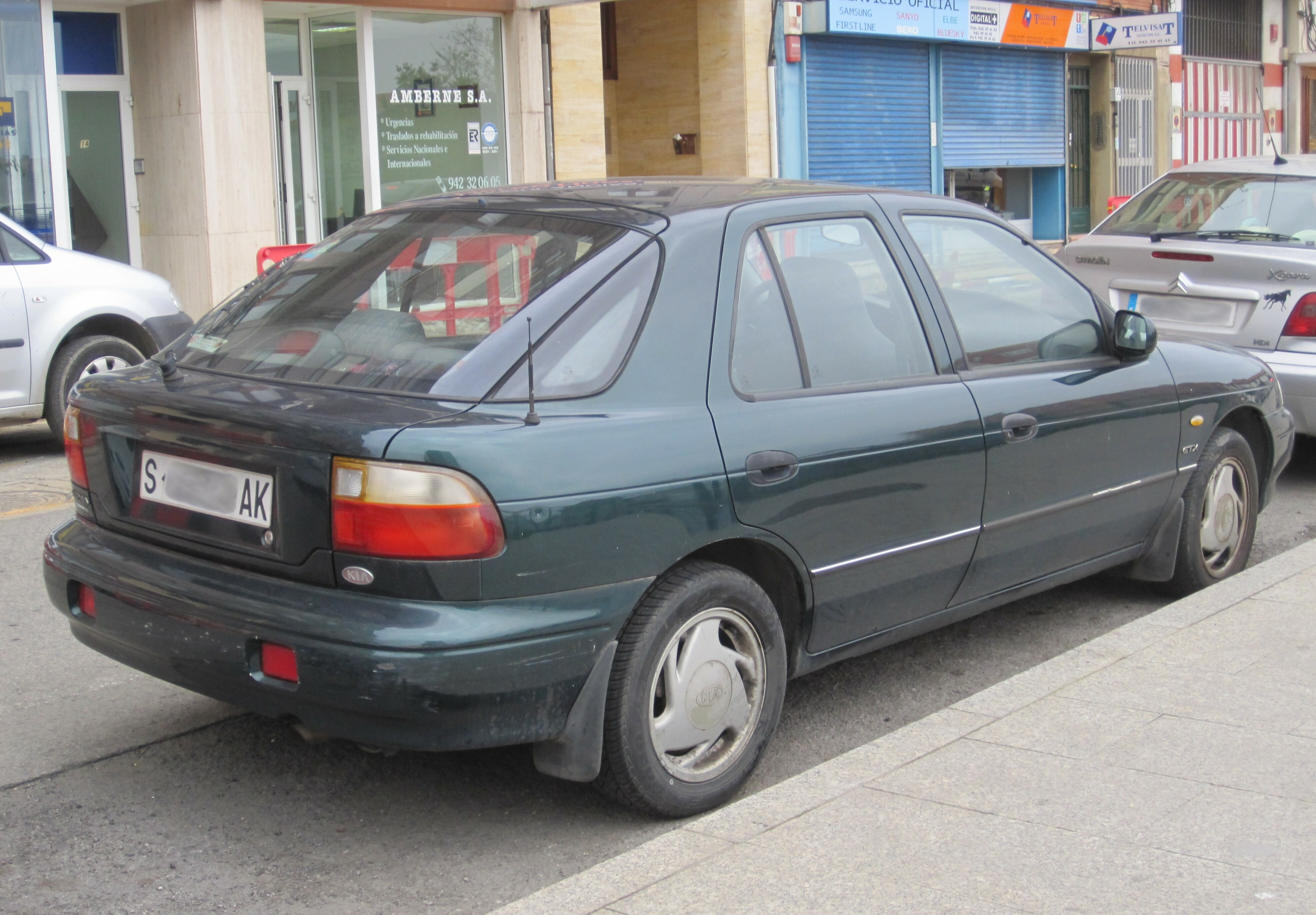
Kia Sephia I Phase II
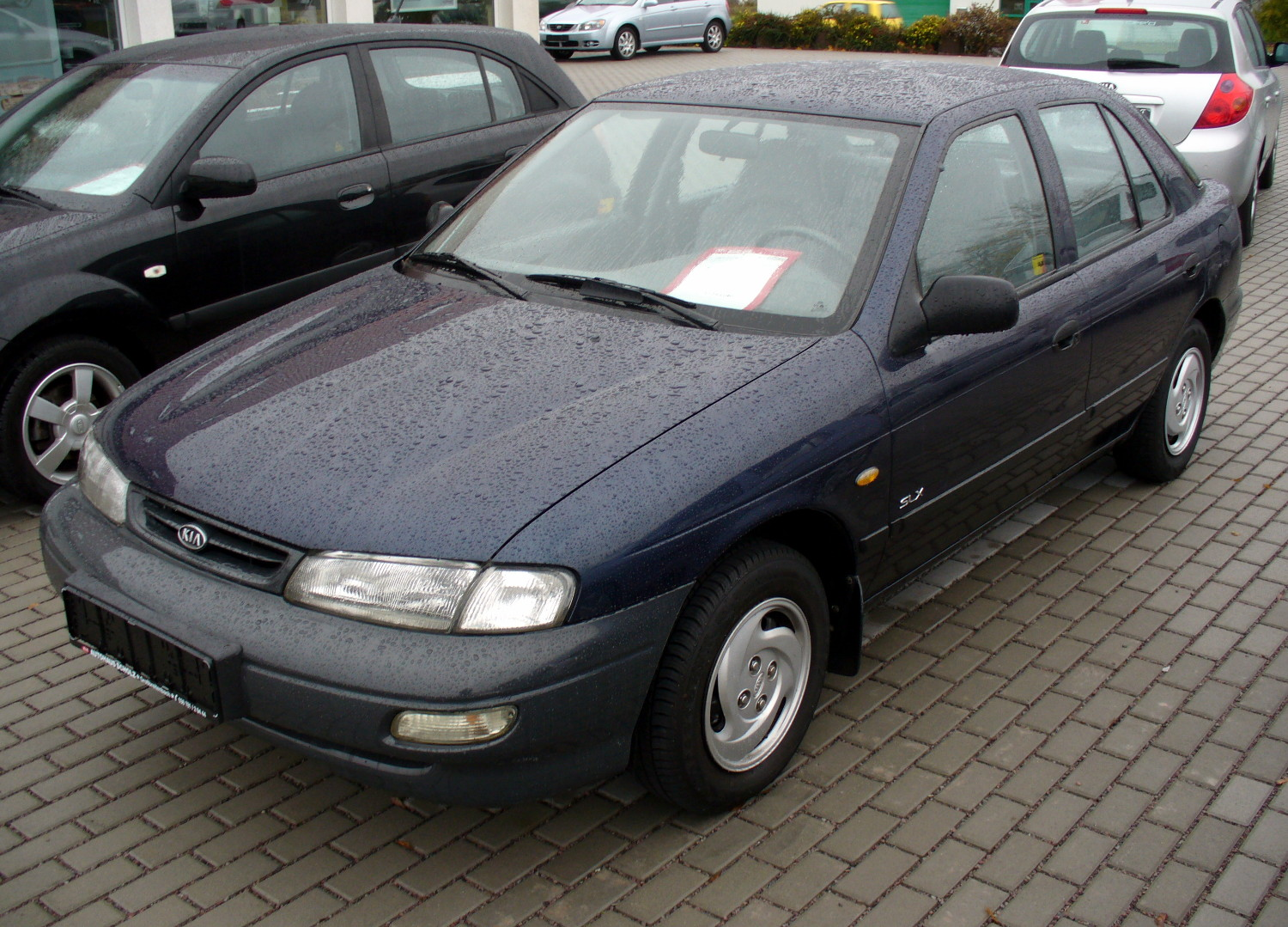
Kia Sephia SLX 4 portes
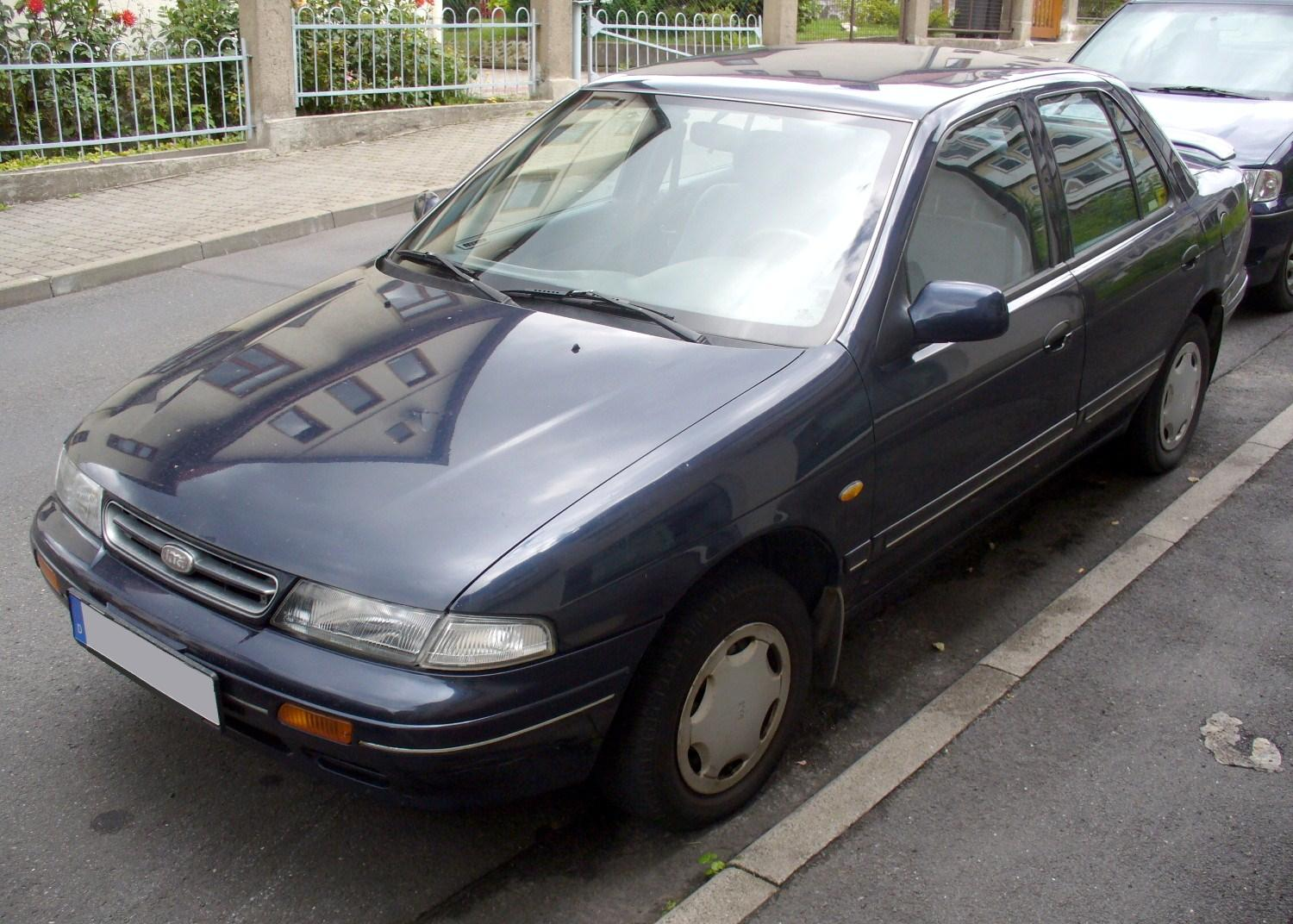
Kia Sephia GTX 4 portes
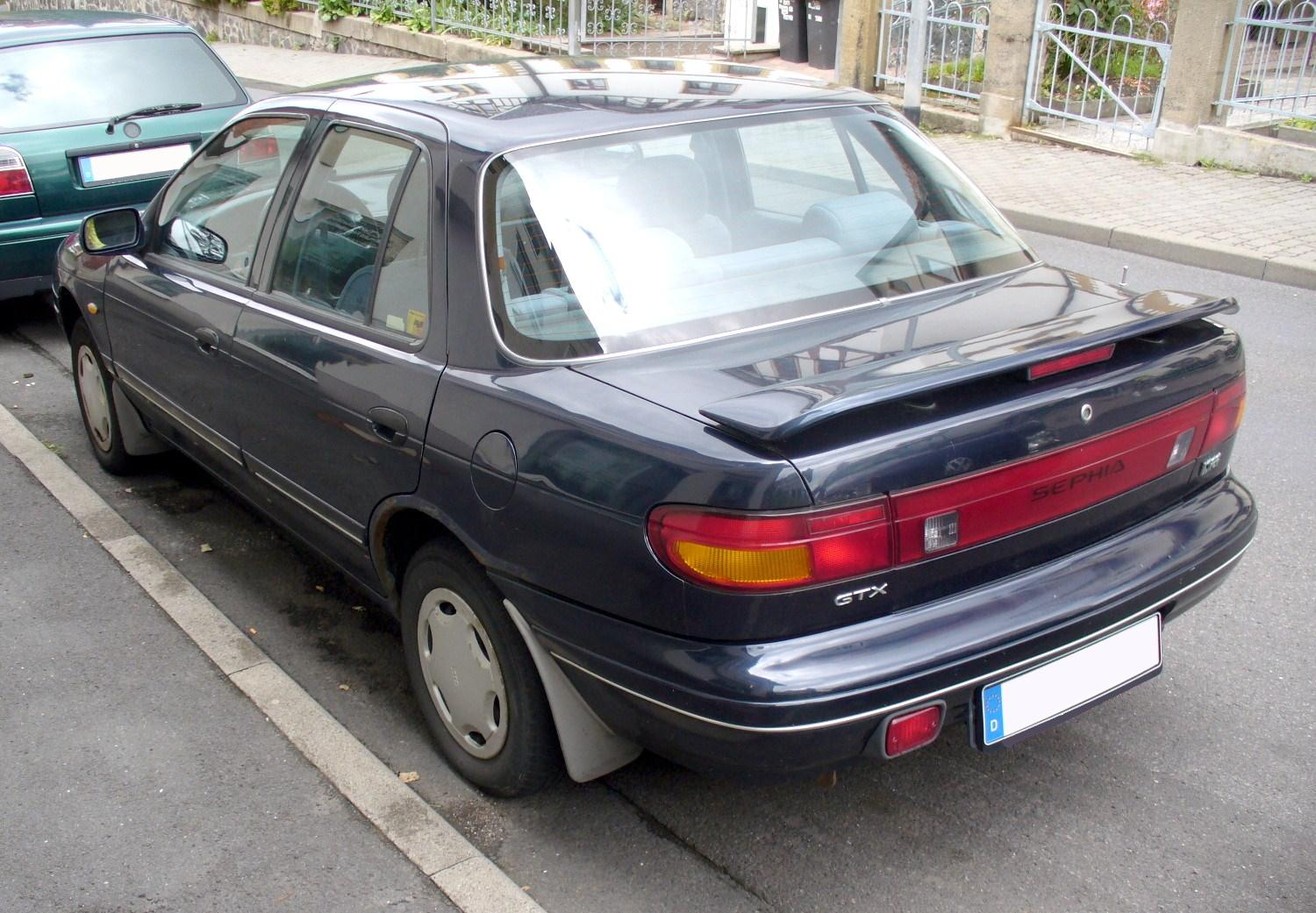
Kia Sephia GTX 4 portes

## 1998-2003 Kia Sephia II

### Kia Sephia

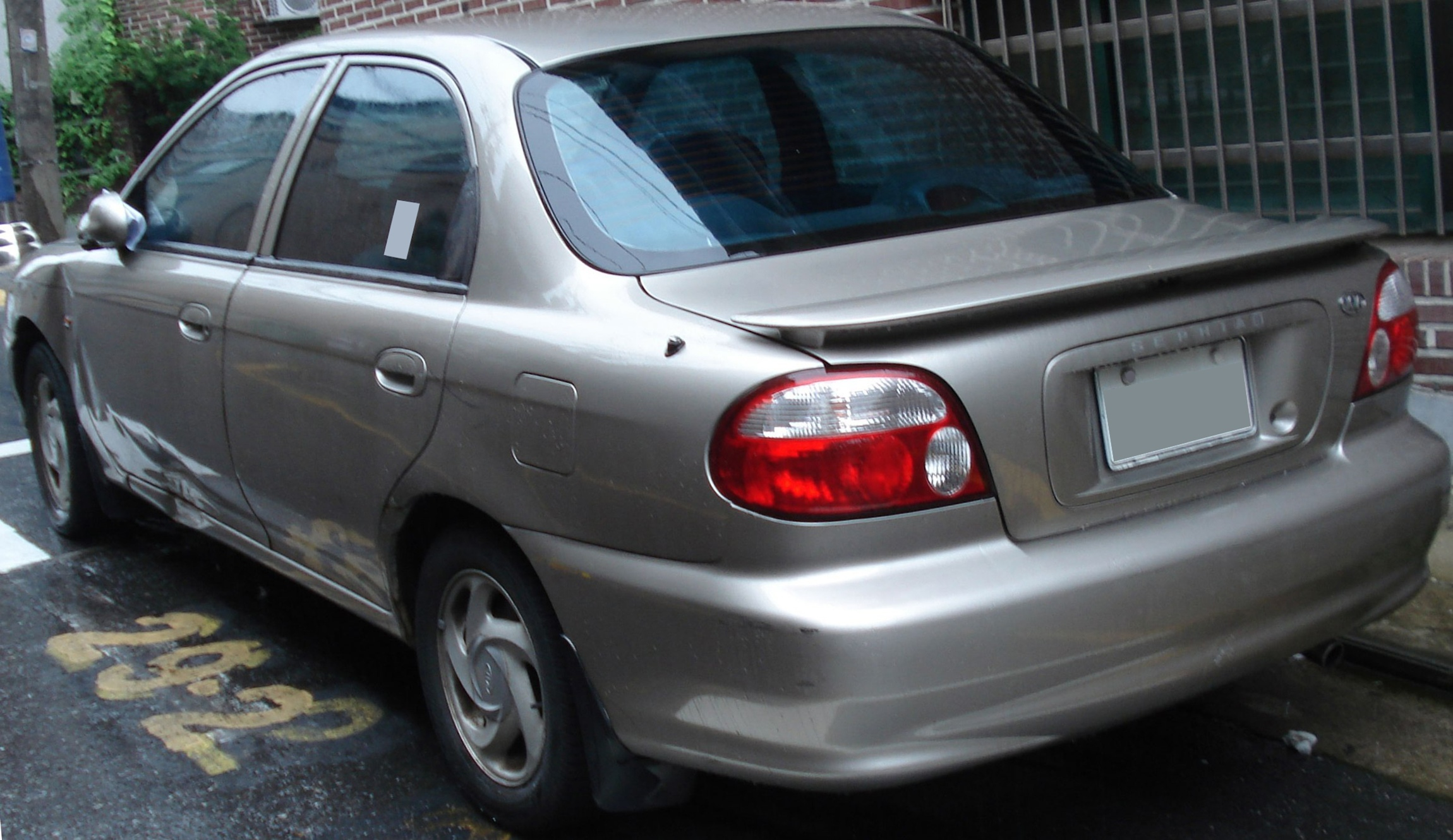
Kia Sephia II
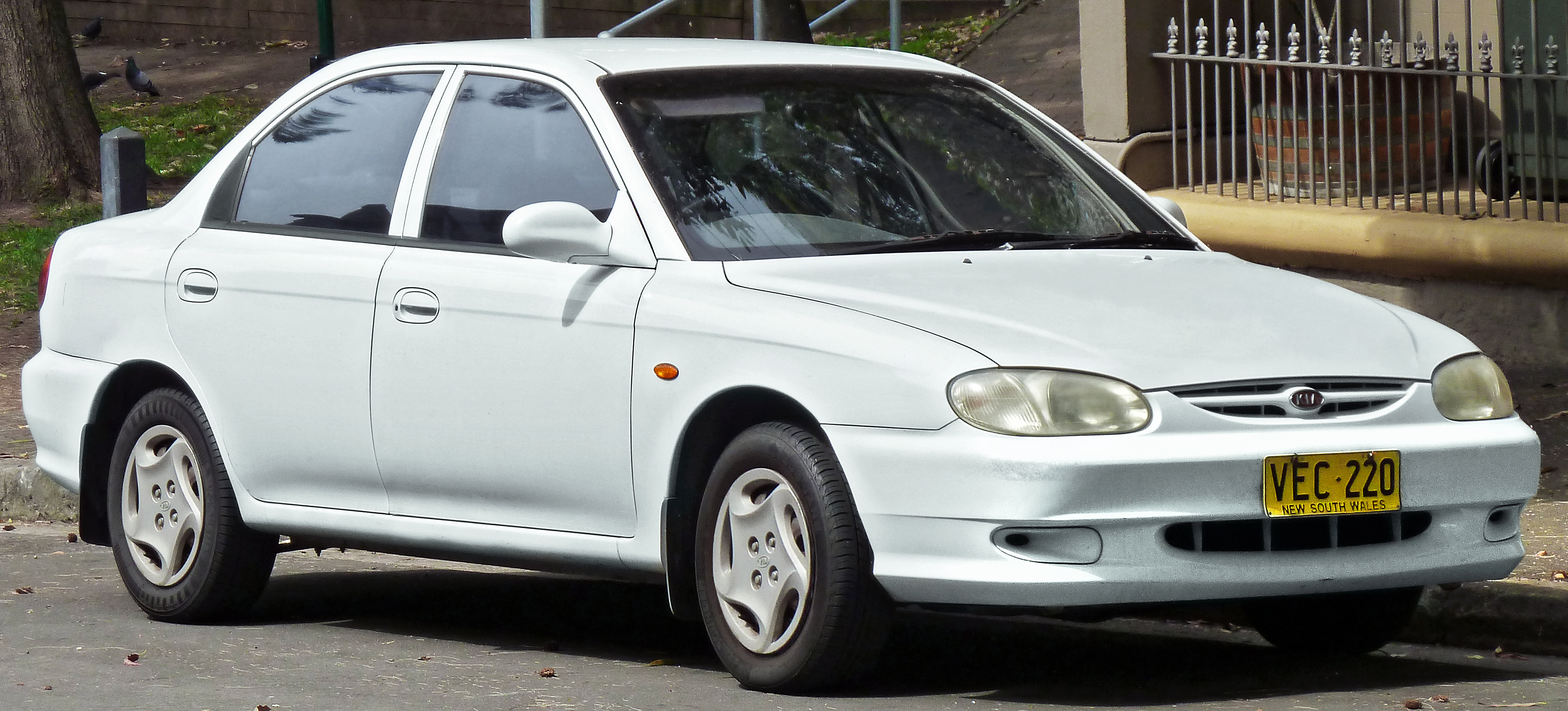
Kia Mentor II
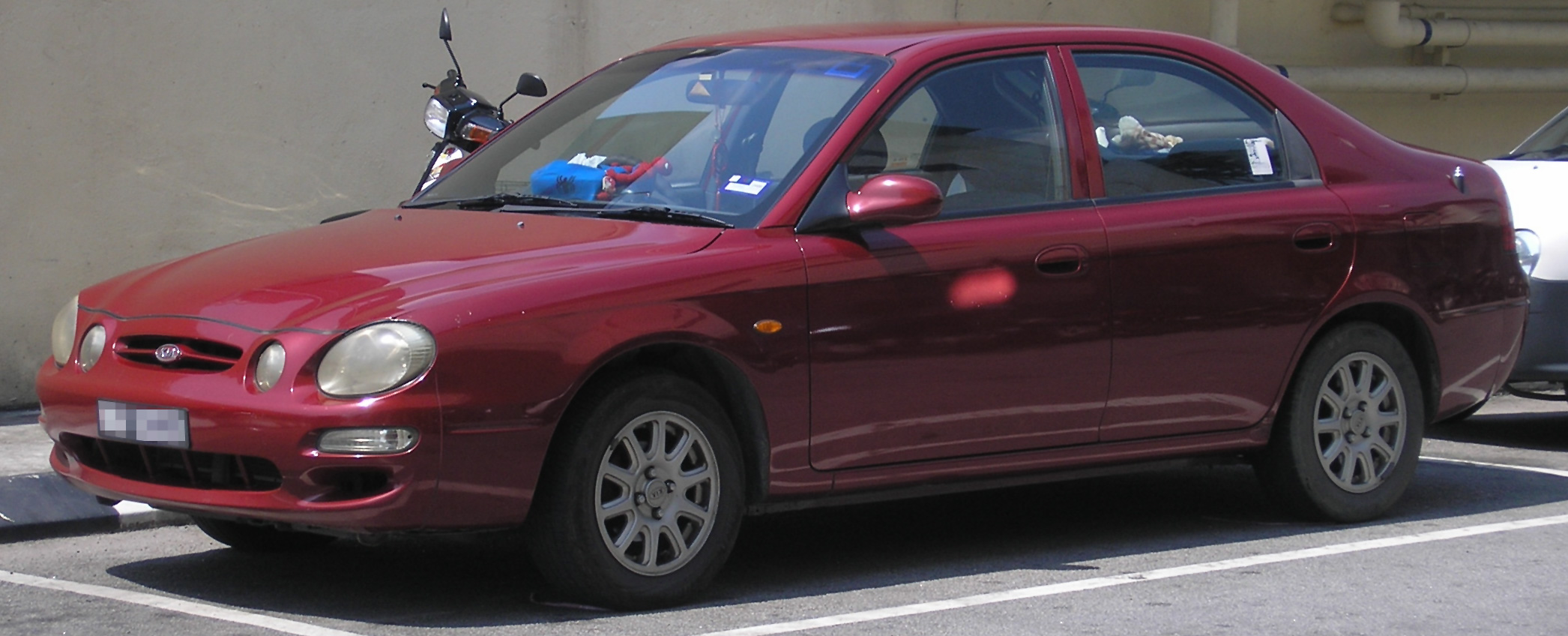
Kia Spectra II
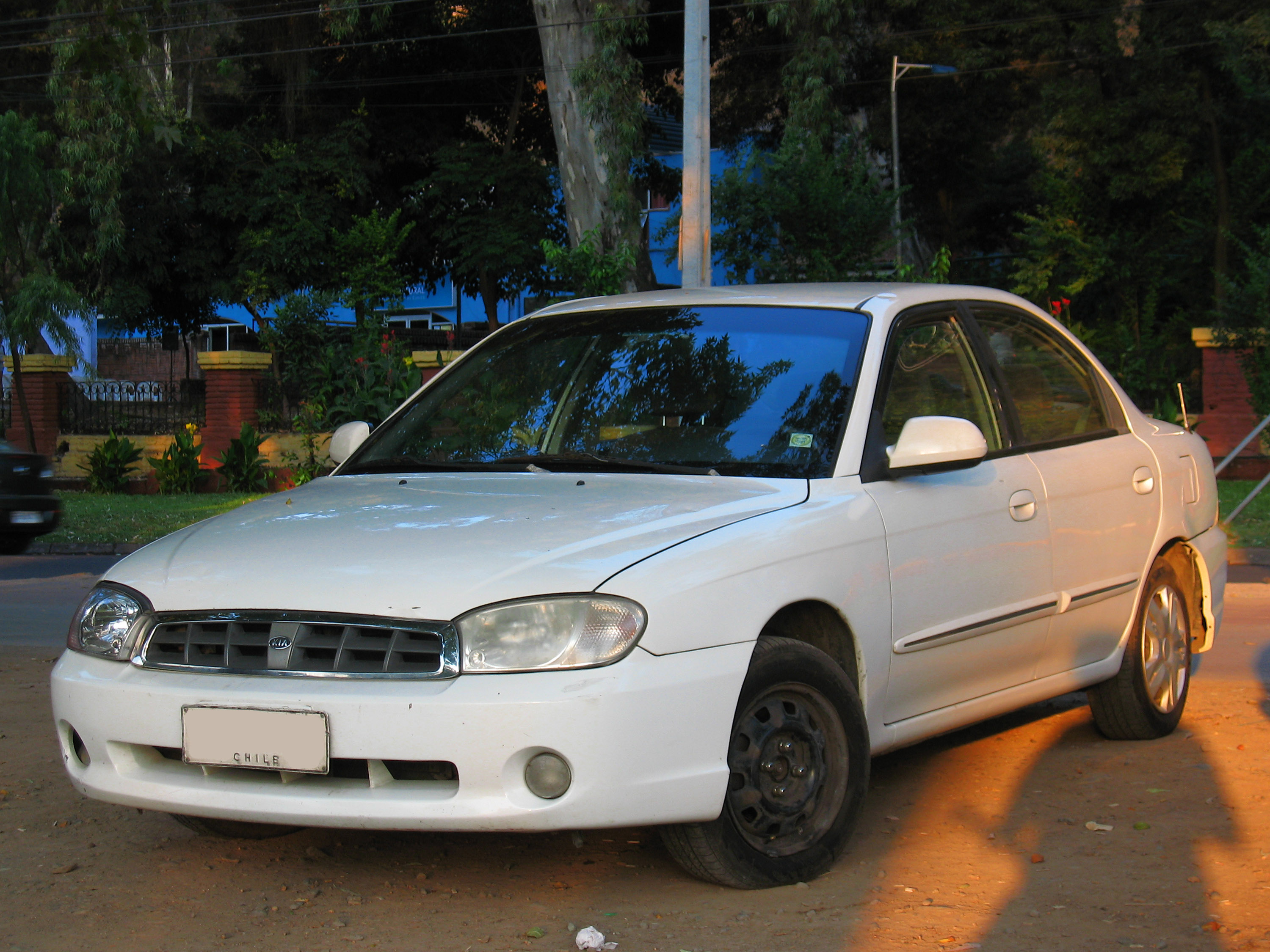
Kia Spectra Phase II (Corée du Sud)

### Kia Shuma

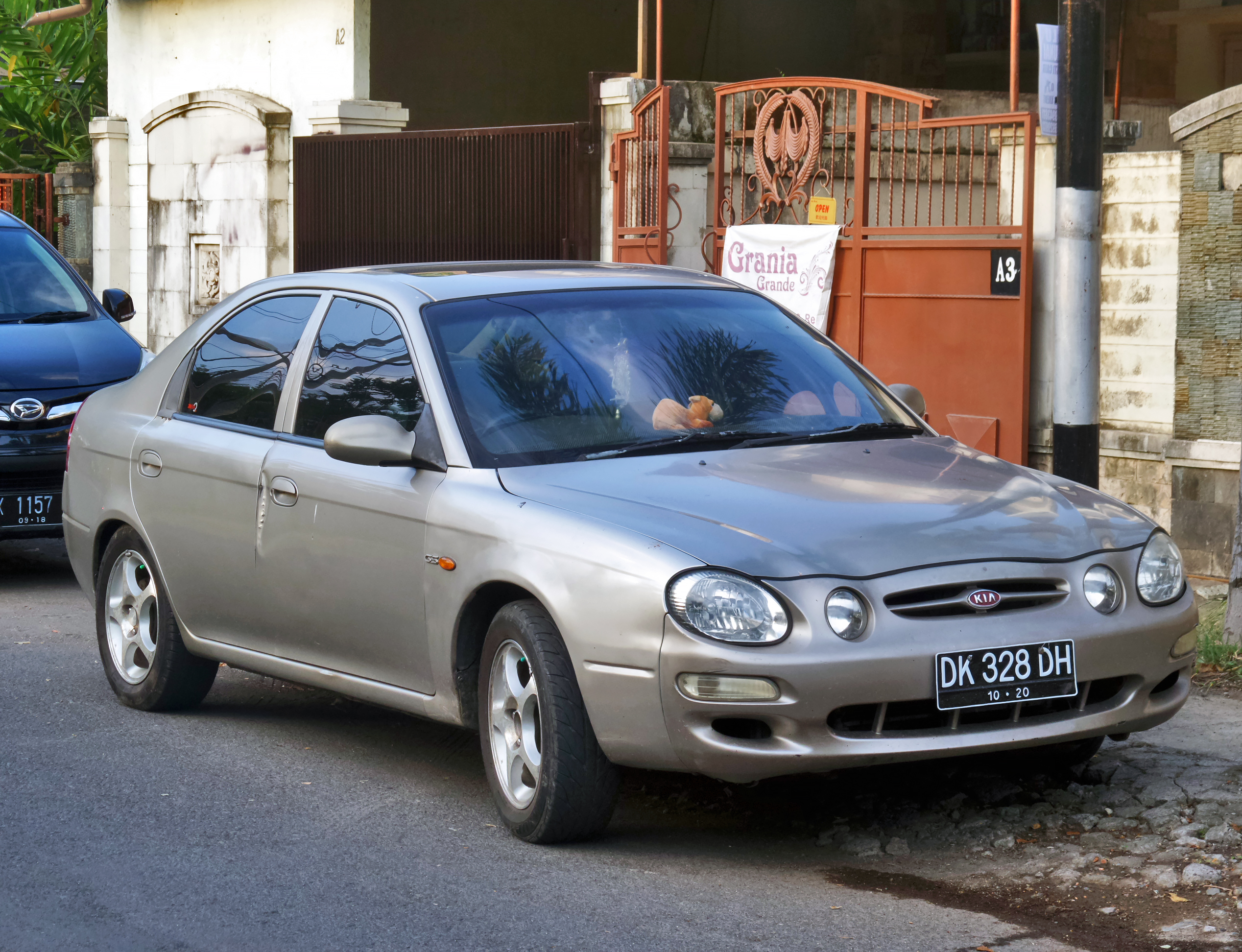
Kia Shuma Phase I
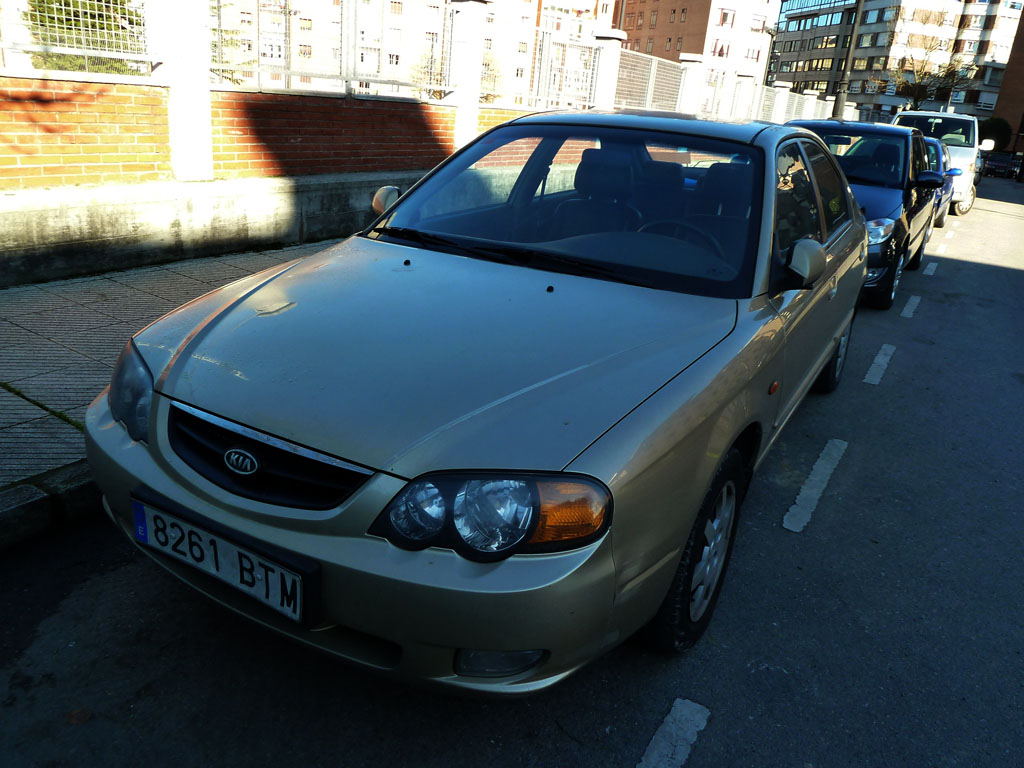
Kia Shuma Phase II
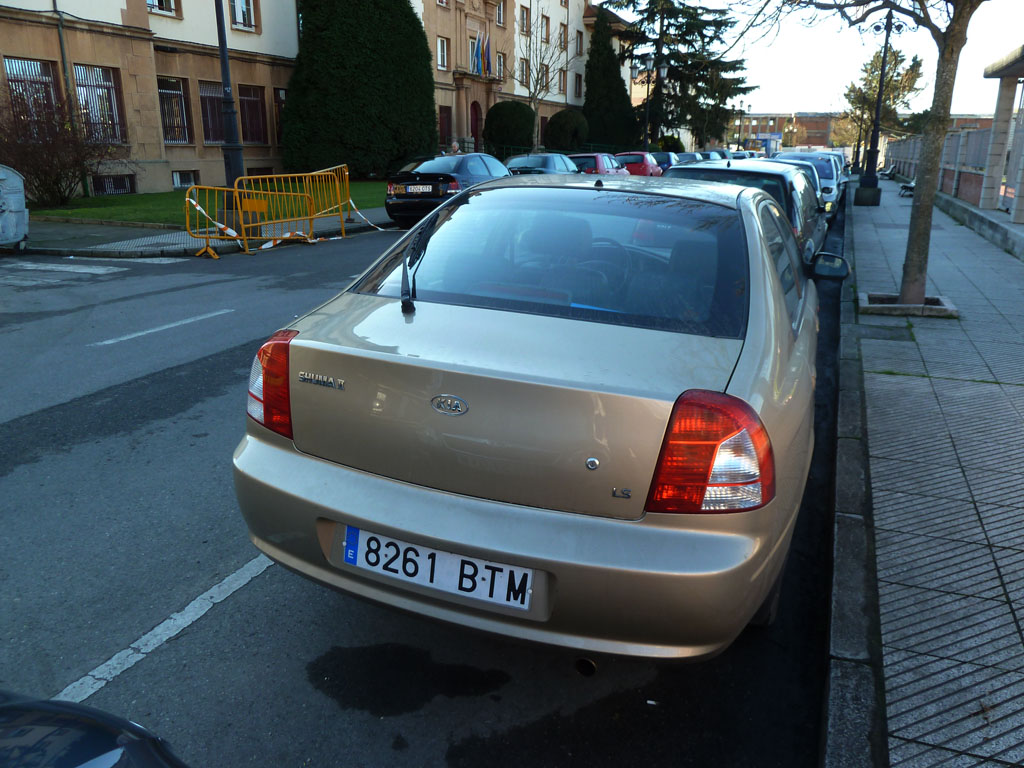
Kia Shuma Phase II

La Kia Shuma est une automobile produite par Kia Motors de 1998 à 2003. Il s'agit de la version 5 portes de la Sephia 2.
Longue comme une Renault Espace, mais affichée au prix d'une Clio, la Shuma effectue une carrière des plus discrètes dans l'Hexagone. Et l'absence de motorisation diesel risque de la confiner dans cet anonymat.

### Motorisations
Alors que la précédente Sephia disposait de deux moteurs (un 1.5 88 ch et un 1.8 119 ch), la Shuma n'en propose plus qu'un : un quatre-cylindres 1.6 à 16 soupapes développant 101 ch. Une mécanique couplée uniquement à une transmission manuelle à cinq vitesses. 

### Finitions
L'organisation de la gamme se compose de trois finitions RS, LS et Luxe. La finition RS, affichée au prix le plus bas possible, était la finition la plus dépouillée c'est-à-dire qu'elle ne comportait pas d'ABS ni de fonctions électriques. Des éléments que l'on retrouve sur la LS avec, en plus, la climatisation. Enfin, la Luxe se reconnaît à ses jantes en alliage et à son toit ouvrant.

## 2003-2005 Kia Sephia Taxi
De 2002 à 2005, Kia Motors utilise l'appellation Sephia sur la version tricorps de la Rio en Amérique du Sud et en Colombie pour le taxi.

## 2008-2011 Kia Grand Sephia
En 2004, le duo Sephia/Shuma est remplacé par la Kia Cerato. Sa remplaçante nord-américaine, la Forte, est aussi utilisée pour le taxi et elle se surnomme Grand Sephia en Amérique latine. 
À noter que la version coupé de la Forte reprend le nom de la version 5 portes de la Sephia 2 : Shuma. Donc, il s'appelle Shuma Koup.